# دنیای اسپایس (آلبوم)
«دنیای اسپایس» (به انگلیسی: Spiceworld) آلبومی از اسپایس گرلز است که در سال ۱۹۹۷ میلادی منتشر شد.